# Oligostigmoides
Oligostigmoides is een geslacht van vlinders van de familie van de grasmotten (Crambidae), uit de onderfamilie van de Acentropinae. De wetenschappelijke naam en de beschrijving van dit geslacht zijn voor het eerst gepubliceerd in 1956 door William Harry Lange.

## Soorten
- Oligostigmoides cryptalis (Druce, 1896)
- Oligostigmoides cuernavacale Lange, 1956
- Oligostigmoides mediocinctalis (Hampson, 1897)
- Oligostigmoides peruviensis (Hampson, 1917)
- Oligostigmoides profusalis (Schaus, 1912)